# Campillo del Río
Campillo del Río es una localidad y pedanía española perteneciente al municipio de Torreblascopedro, en la provincia de Jaén. Está situada en la parte occidental de la comarca de La Loma. 
Es uno de los núcleos creado por el Instituto Nacional de Colonización durante la etapa franquista. Campillo del Río es el poblado más grande de los construidos en el Plan Jaén. Presenta un trazado de nueva planta y bajo diseño de corte neorregional, está basado en una ordenación regular, planimétrica, acompañada de la repetición de dos o tres tipos de viviendas que garantizan una cierta variedad dentro de la uniformidad imperante. 
El edificio más destacado es la iglesia, representativa de la arquitectura de colonización de la posguerra, construida en 1953 según proyecto de Jesús Ayuso. Su planta es rectangular y su interior muy espacioso. Exteriormente las paredes están blanqueadas, aunque en la zona del presbiterio los muros se muestran con ladrillo visto, y está rodeada de jardines. 

## Economía
Considerada actualmente como la mayor productora de espárrago blanco de la provincia de Jaén, ha sido pionera en la introducción de cultivos alternativos y producción de energía eléctrica solar.
Cuenta con una planta fotovoltaica desde 2007. Está situada en una finca agrícola, y consta de 12 instalaciones solares formadas cada una por 644 paneles fotovoltaicos de tecnología policristalina (en total 7.728 paneles). En cuanto a la electricidad generada en la planta, equivale al consumo anual de electricidad de 1000 familias. De esta forma, la producción de energía, permite evitar la emisión de más de 1800 toneladas de CO2 al año.
El cultivo del tomate para conserva por medio de acolchado de plástico negro ha resurgido en la localidad, de manera que en el año 2016 había cultivadas hasta 30 ha de este producto.

## Equipamientos sociales
El colegio público se llama Federico García Lorca, compuesto por dos edificios independientes, impartiendo los cursos desde infantil hasta 2º de la ESO.